# 乌檀
乌檀（学名：Nauclea officinalis）为茜草科乌檀属下的一个种。

## 外部連結
- 胡豆苷 Strictosidine （页面存档备份，存于） 中草藥化學圖像數據庫 (香港浸會大學中醫藥學院) （中文）（英文）